# Boško Radonjić
Boško "El Yugo" Radonjić (En cirílico serbio: Бошко Радоњић, en alfabeto latino: Boško Radonjić); 17 de mayo de 1943 - 31 de marzo de 2011) fue un delincuente serbio, antiguo líder de los Westies, una pandilla predominantemente irlandesa-estadounidense con sede en el barrio de Hell's Kitchen en Nueva York.

## Primeros años
Radonjić nació en 1943 en Užice. El padre de Bosko, Dragomir, un profesor, fue capturado y ejecutado durante la Segunda Guerra Mundial por los Partisanos por pertenecer a los Chetniks dirigidos por el general Draža Mihajlović. Estigmatizado como hijo de un soldado chetnik monárquico, Radonjić creció en la Yugoslavia comunista de Tito.
Próximo a cumplir treinta años, Radonjić huyó del país y emigró a Estados Unidos en 1970. Aprovechó su amistad con el futbolista del Estrella Roja de Belgrado Milovan Ðorić para colarse en el autobús del equipo que se dirigía a Graz, lo que le permitió cruzar la frontera. Tras un tiempo en Austria, Radonjić fue a Italia antes de emigrar a Estados Unidos.
Bosko Radonjić fue mentor del capitalista de riesgo Dusan Langura y le respaldó financieramente en sus primeras aventuras empresariales.

## Años en Estados Unidos
Una vez en Estados Unidos, Radonjić se instaló en el barrio de Hell's Kitchen de Manhattan en Nueva York. También se unió al Movimiento de Liberación de la Patria Serbia (SOPO), una organización anticomunista y terrorista dirigida por Nikola Kavaja. Compartiendo opiniones monárquicas y anticomunistas, los dos hombres se hicieron amigos de toda la vida.
Ya conocido por la seguridad del estado yugoslavo UDBA, las actividades de Radonjić comenzaron a ser vigiladas aún más de cerca por sus agentes. En 1975, Radonjić participó en un atentado con bomba en la misión yugoslava ante las Naciones Unidas en el que no hubo heridos. En 1978, se declaró culpable de cargos de conspiración en el atentado de 1975 contra la casa de un cónsul yugoslavo y por conspirar para poner una bomba en un club social yugoslavo, ambos en Chicago.
Tras su liberación en 1982, Radonjić se trasladó de nuevo al West Side de Nueva York y comenzó a trabajar como socio menor de Jimmy Coonan. Se hizo con el control de la banda tras el encarcelamiento de muchos de los dirigentes de los Westies a finales de la década de 1980. Bajo su liderazgo, fue capaz de restablecer la antigua relación de trabajo de los Westies con la familia criminal Gambino bajo el mando de John Gotti, y estuvo involucrado en la manipulación del jurado durante el juicio original de Gotti en 1986 por crimen organizado. Uno de los jurados, George Pape, no reveló que era amigo de Radonjić durante la selección del jurado. Tras ser abordado, dejó entrever que estaba dispuesto a vender su voto para ayudar a absolver a Gotti. El capo de Gambino y futuro subjefe Salvatore "Sammy the Bull" Gravano pagó a Pape 60.000 dólares para garantizar, al menos, un jurado en desacuerdo. Pape fue condenado por su mala conducta en 1992 y sentenciado a tres años de prisión.
Radonjić supervisó la red de robos de gran éxito de Brian Bentley, subordinado de los Westies, que utilizaba a dos miembros de la banda hispana, hasta la detención de Pavle Stanimirović y su grupo a principios de la década de 1990. Era socio de Vojislav Stanimirović y de su hijo, Pavle (alias Paul Montana, alias Punch), de la organización YACS. Las investigaciones posteriores bajo el mando de Michael G. Cherkasky, jefe de la División de Investigaciones de la Fiscalía, acabarían obligando a Radonjić a huir definitivamente de Estados Unidos en 1992 para evitar ser procesado.

## De vuelta a Serbia
Desde 1990, Radonjić ya había pasado una cantidad considerable de tiempo en Serbia, dividiendo principalmente su tiempo entre Belgrado, donde era propietario de un club nocturno llamado Lotos en la calle Zmaj Jovina, y Mount Zlatibor, donde poseía un casino llamado Palisade y donde también construyó más tarde un casino llamado Club Boss situado en Kraljeve Vode.[cita requerida]
Al estallar la Guerra de Bosnia, Radonjić se convirtió en un estrecho asesor de Radovan Karadžić, el líder de los Serbios de Bosnia acusado de crímenes de guerra (huido desde 1996 hasta 2008), a quien Radonjić describió en un artículo de 1997 de Esquire escrito por Daniel Voll como: "Mi ángel, mi santo". Debido a la proximidad de Zlatibor a la frontera con Bosnia, Radonjić también ayudó al esfuerzo de guerra serbio proporcionando fondos para armas y equipos, así como organizando la rehabilitación y el descanso de los soldados. Durante todo este tiempo, Radonjić mantuvo vínculos con el servicio de seguridad del estado serbio (que pasó de llamarse UDBA a SDB tras la disolución de la SFR Yugoslavia) y con su jefe Jovica Stanišić, con el que compartía una amistad. En otoño de 1995, Radonjić participó en la operación de liberación de dos pilotos franceses que fueron derribados sobre Bosnia por el Ejército de la República Srpska y mantenidos cautivos durante más de un mes.

### Detención en 1999 en Miami
Aunque estaba afincado en los Balcanes, Radonjić viajaba con frecuencia al extranjero, especialmente a destinos del Caribe y Sudamérica. Durante uno de esos viajes, a finales de diciembre de 1999, tras haber pasado casi una década en la antigua Yugoslavia, Radonjić fue detenido por funcionarios de aduanas estadounidenses en Miami, Florida. En realidad, se encontraba en un avión procedente de Europa con destino a Cuba, donde iba a celebrar el Año Nuevo, pero tras enterarse de que Radonjić figuraba en la lista de pasajeros, el FBI consiguió que el avión fuera desviado a Miami, donde fue detenido de forma espectacular mientras se cerraba todo el aeropuerto.
Había sido acusado en 1992 de dar un soborno de 60.000 dólares a un miembro del jurado en el juicio por asesinato de John Gotti en 1987, por lo que se le mantuvo sin fianza como fugitivo buscado. Los cargos contra Radonjić se retiraron después de que el testigo clave de su caso, Gravano, fuera detenido por delitos relacionados con las drogas. Gravano había sido el intermediario de los Gambino entre Radonjić y el jurado corrupto, Pape. Sin embargo, el caso contra Radonjić se basaba casi en su totalidad en el testimonio de Gravano, y la detención de éste hizo que los fiscales creyeran que su testimonio no sería creíble.
Radonjić fue liberado en marzo de 2001. Inmediatamente abandonó Estados Unidos y regresó a la antigua Yugoslavia. En entrevistas posteriores, Radonjić afirmó que el FBI tenía motivos ocultos para perseguirlo y acosarlo:

A finales de los años ochenta me enteré por mis fuentes de que el FBI junto con el Departamento de Justicia se está preparando para detener y llevar a juicio al jefe de jefes John Gotti. Desgraciadamente para mí, sólo tres personas en Estados Unidos en ese momento podían tener esta información: el fiscal federal, el Director del FBI, y el Fiscal general de los Estados Unidos. Para proteger esta información clasificada, el FBI decidió arrestarme, por lo que tuve que abandonar Estados Unidos y buscar refugio en Yugoslavia. Debido a esto, emitieron una orden de arresto contra mí en base a la cual organizaron mi secuestro el 31 de diciembre de 1999 en Miami.

Durante la primavera de 2003, tras el asesinato del primer ministro serbio Zoran Đinđić, Radonjić fue detenido e interrogado en el marco de la Operación Sablja, una amplia acción policial iniciada por las autoridades serbias en virtud del estado de excepción. Tras pasar tres días en prisión, Radonjić fue liberado. Murió tras una breve enfermedad en Belgrado, Serbia el 31 de marzo de 2011.

## En la cultura popular
- En la película hecha para televisión de 1998 Testigo de la mafia, una representación de la vida de Sammy Gravano, Radonjić es interpretado por Stephen Payne.
- Niko Bellic, el protagonista de Grand Theft Auto IV, puede haberse inspirado en Radonjić por ser ambos criminales yugoslavos, con vínculos con el crimen organizado italiano e irlandés.